# Экономические рукописи 1857—1859 годов
«Очерк критики политической экономии» (нем. Grundrisse der Kritik der politischen Ökonomie) — работа Карла Маркса по политической экономии, философии и эстетике. На русском языке известна как «Экономические рукописи 1857—1859 годов». Была задумана как введение к капитальному труду в шести томах, который бы рассматривал капитал, земельную собственность, наёмный труд, государство, внешнюю торговлю, мировой рынок. Написана в период с августа 1857 года по май 1858 года. 
Работа посвящена предмету политической экономии — проблеме взаимосвязи и взаимодействия между производством, распределением, обменом и потреблением, обоснованию определяющей роли производства в экономической жизни общества, и методам этой науки — гносеологическому методу восхождения от простейшего к более сложному, от абстрактного к конкретному, соотношению исторического и логического методов изучения объектов в их развитии в пользу последнего. Автор также касается эстетических принципов марксизма — изучения влияния на искусство уровня развития общества и его социальной структуры, отрицания вульгарно-социологического истолкования этого влияния, выделения в произведениях искусства непреходящей общечеловеческой ценности. 
Касаемо роли и взаимодействия производства, распределения, обмена и потребления Маркс пишет: 

…в процессе производства члены общества приспособляют (создают, преобразуют) продукты природы к человеческим потребностям; распределение устанавливает пропорцию, в которой каждый индивидуум принимает участие в произведенном; обмен доставляет ему те определенные продукты, на которые он хочет обменять доставшуюся ему при распределении долю; наконец, в потреблении продукты становятся предметами потребления, индивидуального присвоения.
Маркс специально доказывает мысль о том, что во всех случаях способ производства определяет способ распределения — последний, по Марксу, всегда является продуктом первого и при этом служит предпосылкой для нового производства. 
Рассматривая метод политической экономии, Маркс подчёркивает роль научной абстракции и намечает гносеологический путь познания c использованием анализа и синтеза. Анализ позволяет перейти от реальных и конкретных явлений, выявляя их взаимосвязи, ко всё более глубоким и простейшим абстракциям. Синтез позволяет на основе частных определений и абстракций исследованию перейти 

к богатой совокупности, с многочисленными определениями и отношениями.
Метод, 

правильный в научном отношении,
заключается в  восхождении от простейших абстрактных (труд, разделение труда, потребности и т. д.) понятий ко всё более сложным конкретным (государство, международный обмен, мировой рынок). При этом Маркс, в отличие от Гегеля, полагает, что 

это ни в коем случае не есть процесс возникновения самого конкретного.
Категории процесса познания лишь отражают действительность, существующую в обществе. Сравнивая исторический и логический методы познания и рассматривая их взаимосвязь, Маркс подчёркивает преимущества логического метода:

Таким образом, было бы недопустимым и ошибочным брать экономические категории в той последовательности, в которой они исторически играли решающую роль. Наоборот, их последовательность определяется тем отношением, в котором они находятся друг к другу в современном буржуазном обществе, причем это отношение прямо противоположно тому, которое представляется естественным или соответствует последовательности исторического развития.
Маркс полагает, что содержание художественных произведений, преобладание того или иного жанра в литературе и искусстве определяются уровнем развития общества и его социальной структурой и являются главной причиной неповторимости искусства различных исторических эпох.

Разве тот взгляд на природу и на общественные отношения, который лежит в основе греческой фантазии, а потому и греческого {искусства}, возможен при наличии сельфакторов, железных дорог, локомотивов и электрического телеграфа?
Маркс отмечает несовпадение периодов бурного расцвета искусства и периодов общего развития общества и его материального производства. Значение произведений искусства продолжает существовать и после исчезновения исторически обусловивших их возникновение общественных форм сознания. В качестве примера Маркс отмечает искусство и эпос древних греков, которые 

продолжают доставлять нам художественное наслаждение и в известном отношении служить нормой и недосягаемым образцом.
Причина этого заключается в том, что греческое искусство отразило присущее человечеству тех времен стремление к

безыскусственной правде,
остающееся привлекательным на все времена.
Эти рукописи были впервые полностью опубликованы на языке оригинала Институтом марксизма-ленинизма при ЦК КПСС в 1939—1941 гг. в двух частях под заглавием «Grundrisse der Kritik der politischen Ökonomie (Rohentwurf)».